# Хосе Канте
Хосе Канте (фр. José Kanté, нар. 27 вересня 1990, Сабадель) — гвінейський та іспанський футболіст, нападник «Кайрата» і національної збірної Гвінеї.

## Клубна кар'єра
Народився 27 вересня 1990 року в місті Сабадель, в провінції Барселона. Футболом розпочав займатися у «Манресі», у 2007 році перейшов до футбольної школи клубу «Хімнастік». Дорослу футбольну кар'єру розпочав у іспанських аматорських та нижчолігових клубах «Манреса», «Рубі», «АЕ Прат» (усі в його рідній провінції) та «Атлетіко Малагеньйо» (фарм-клуб «Малаги»). Дебютним голом в Сегунда Дивізіоні Б відзначився вже в своєму третьому клубі, 11 листопада 2011 року в переможному (2:1) виїзному поєдинку проти «Бадалона».
У червні 2014 року Канте підписав контракт з представником Вищого дивізіону чемпіонату Кіпру АЕК (Ларнака), де виступав у команді зі значною кількістю співвітчизників. 31 серпня того ж року зіграв свій перший матч у вищому дивізіоні, вийшовши на заміну в другому таймі програного (0:2) поєдинку проти АПОЕЛа.
У січні 2016 року перебрався до польської Екстракляси, де протягом декількох років виступав за «Гурник» (Забже) та  «Віслу» (Плоцьк). У сезоні 2016/17 років відзначився 10-а голами, допоміг клубу з плоцьку посісти 9-е місце в чемпіонаті.
18 червня 2018 року перейшов до іншого клубу вищого дивізіону польського чемпіонату, «Легія» (Варшава). 31 січня наступного року відправився в оренду до іспанського «Хімнастіка», в якому виступав до завершення сезону. Провів за клуб з Таррагони 14 матчів у національному чемпіонаті, забивши три голи, після чого повернувся до варшавської «Легії».

## Виступи за збірну
Зважаючи на гвінейське походження, на міжнародному рівні Хосе вирішив захищати кольори цієї збірної, незважаючи на те, що він не володіє ні французькою, а ні іншими мовами поширеними в Гвінеї. У жовтні 2016 року головний національної збірної Гвінеї Кафорі Лаппе Бангура надіслав Канте дебютний виклик до збірної. Дебютував за гвінейську збірну 13 листопада в програному (1:2) домашньому поєдинку кваліфікації чемпіонату світу 2018 року проти ДР Конго. Хосе зіграв у тому матчі 25 хвилин.

### Голи за збірну
Станом на 16 жовтня 2018 року. Рахунок та результат збірної Гвінеї знаходиться на першому місці:
| №  | Дата              | Місце                                     | Суперник | Рахунок | Результат | Змагання              |
| -- | ----------------- | ----------------------------------------- | -------- | ------- | --------- | --------------------- |
| 1. | 16 жовтня 2018    | Стад Режиональ Ньямірамбу, Кігалі, Руанда | Руанда   | 1–0     | 1–1       | кваліфікація КАН 2019 |
| 2. | 17 листопада 2019 | Стад дю 28 Септембре, Конакрі, Гвінея     | Намібія  | 2–0     | 2–0       | кваліфікація КАН 2021 |

## Титули і досягнення
- Чемпіон Польщі (1):

«Легія»: 2019/20
- Володар Кубка Казахстану (1):

«Кайрат»: 2021